# Landtagswahl in Hessen 2008
- Linke: 6
- SPD: 42
- Grüne: 9
- FDP: 11
- CDU: 42

Die Wahlen zum 17. Hessischen Landtag fanden am 27. Januar 2008 gleichzeitig mit den Landtagswahlen in Niedersachsen statt. Das Ergebnis ermöglichte weder eine Koalition der bisher allein regierenden CDU mit der FDP noch eine Regierungsmehrheit für SPD und Grüne. Verhandlungen zur Bildung einer rot-grünen Minderheitsregierung unter Andrea Ypsilanti mit Tolerierung der Partei Die Linke scheiterten schließlich an der internen Ablehnung von vier SPD-Abgeordneten. Daraufhin wurde der Landtag am 19. November 2008 nach Antrag aller Parteien durch die Zustimmung aller 110 Mitglieder des Landtags aufgelöst. Die damit erforderliche Neuwahl fand am 18. Januar 2009 statt.

## Ausgangssituation

### Landtagswahl 2003
Bei der Landtagswahl im Jahr 2003 hatte die CDU die absolute Mehrheit der Mandate erreicht. Die Landesregierung hatte aus einer CDU-Alleinregierung unter Führung von Ministerpräsident Roland Koch bestanden.
| Partei   | Zweitstimmenanteil | Sitze |
| -------- | ------------------ | ----- |
| CDU      | 48,8 %             | 56    |
| SPD      | 29,1 %             | 33    |
| Grüne    | 10,1 %             | 12    |
| FDP      | 7,9 %              | 9     |
| REP      | 1,3 %              | —     |
| Sonstige | 2,8 %              | —     |

Wahlbeteiligung: 64,6 %

### Umfragen
Die Meinungsumfragen sagten einen Verlust der absoluten Mehrheit der CDU voraus. Ob CDU und FDP gemeinsam eine Mehrheit erhalten würden, war unsicher. Entscheidend sollte das Abschneiden der Partei Die Linke werden, die in den Umfragen zwischen 4 % und 6 % gesehen wurde.
|                   | Forsa  | Infra  | FG     | Infra  | Emnid  | Forsa  | FG     | Forsa  | Infra  | TNS    | Forsa  |
| ----------------- | ------ | ------ | ------ | ------ | ------ | ------ | ------ | ------ | ------ | ------ | ------ |
| Datum             | 22.01. | 17.01. | 11.01. | 09.01. | 05.01. | 12.12. | 07.12. | 26.09. | 06.09. | 24.07. | 28.06. |
| CDU               | 38 %   | 38 %   | 40 %   | 40 %   | 42 %   | 41 %   | 40 %   | 43 %   | 42 %   | 40 %   | 41 %   |
| SPD               | 38 %   | 37 %   | 36 %   | 35 %   | 32 %   | 30 %   | 34 %   | 30 %   | 32 %   | 33 %   | 27 %   |
| GRÜNE             | 7 %    | 7 %    | 7 %    | 9 %    | 10 %   | 11 %   | 9 %    | 9 %    | 10 %   | 11 %   | 11 %   |
| FDP               | 9 %    | 8 %    | 8 %    | 9 %    | 8 %    | 9 %    | 7 %    | 8 %    | 8 %    | 7 %    | 9 %    |
| LINKE             | 5 %    | 6 %    | 5 %    | 4 %    | 5 %    | 5 %    | 6 %    | 5 %    | 4 %    | 5 %    | 6 %    |
| Sonstige Parteien | 3 %    | 4 %    | 4 %    | 3 %    | 3 %    | 4 %    | 4 %    | 5 %    | 4 %    | 4 %    | 6 %    |

## Kandidaten, Wahlprogramme und Koalitionsaussagen

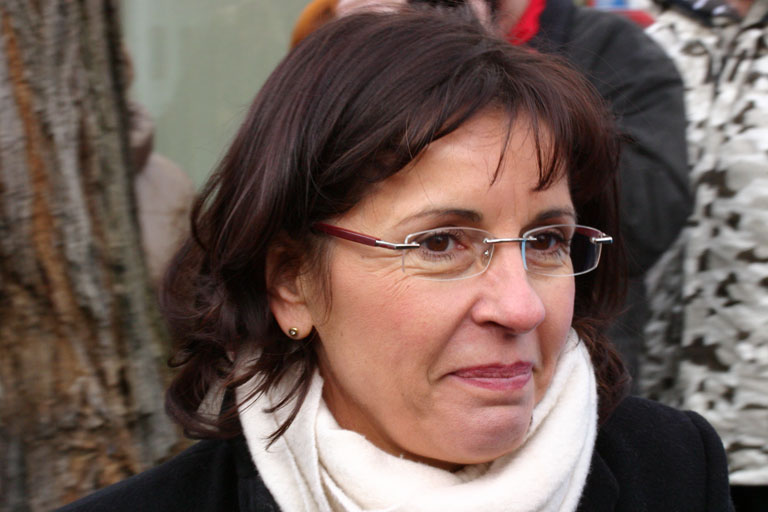
Andrea Ypsilanti (SPD)

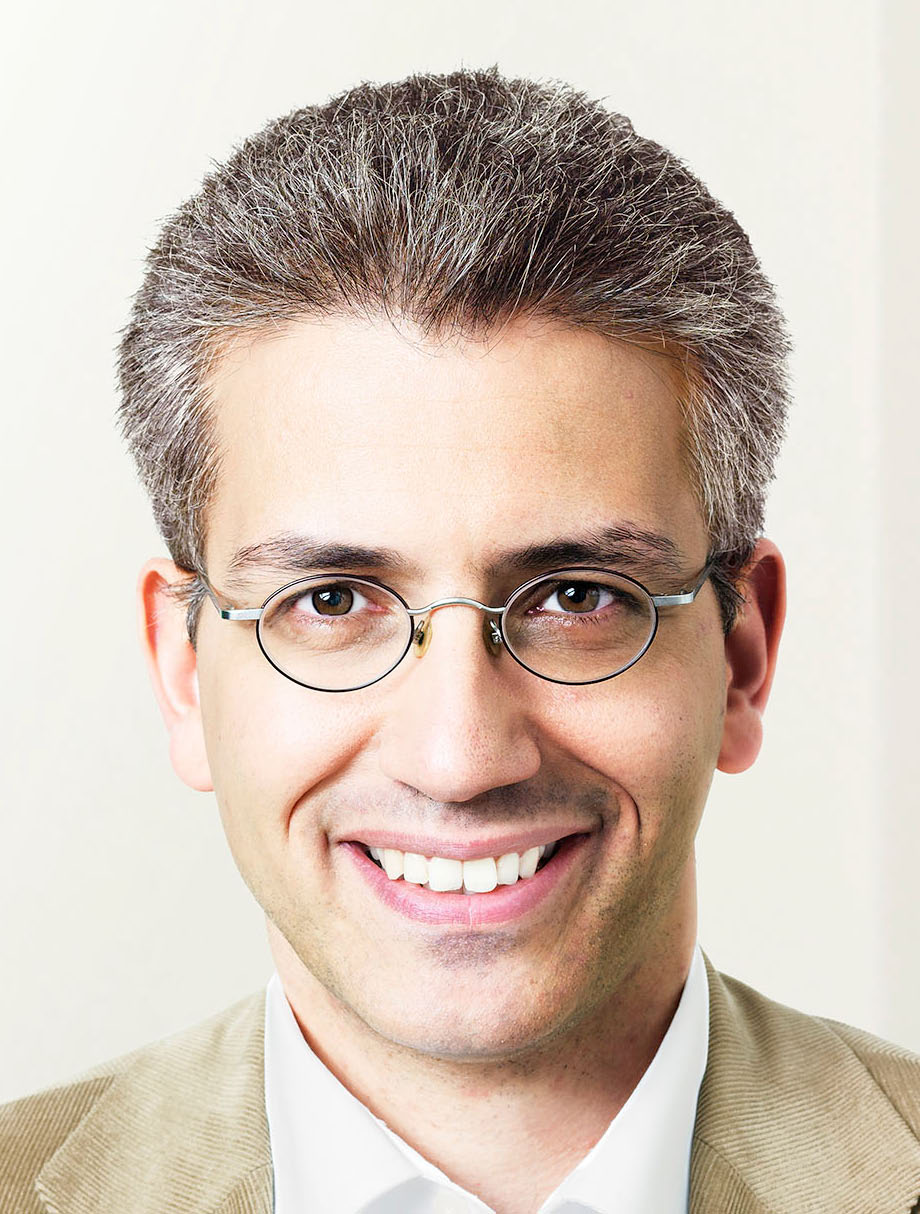
Tarek Al-Wazir (GRÜNE)

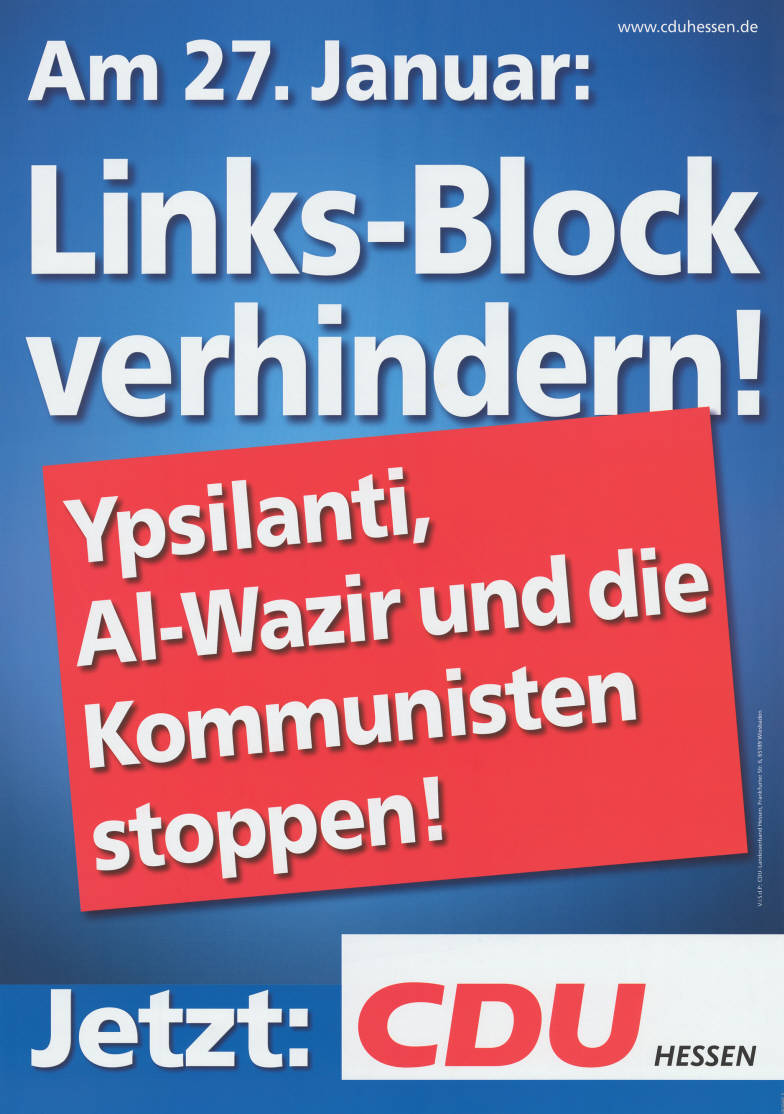
Das viel kritisierte Wahlplakat der CDU

Zentrale Themen des Wahlkampfes waren Jugendkriminalität, Mindestlöhne, Bildungspolitik, Energiepolitik und der geplante Flughafenausbau Rhein-Main. 17 Parteien waren vom Landeswahlausschuss am 30. November 2007 zugelassen worden:

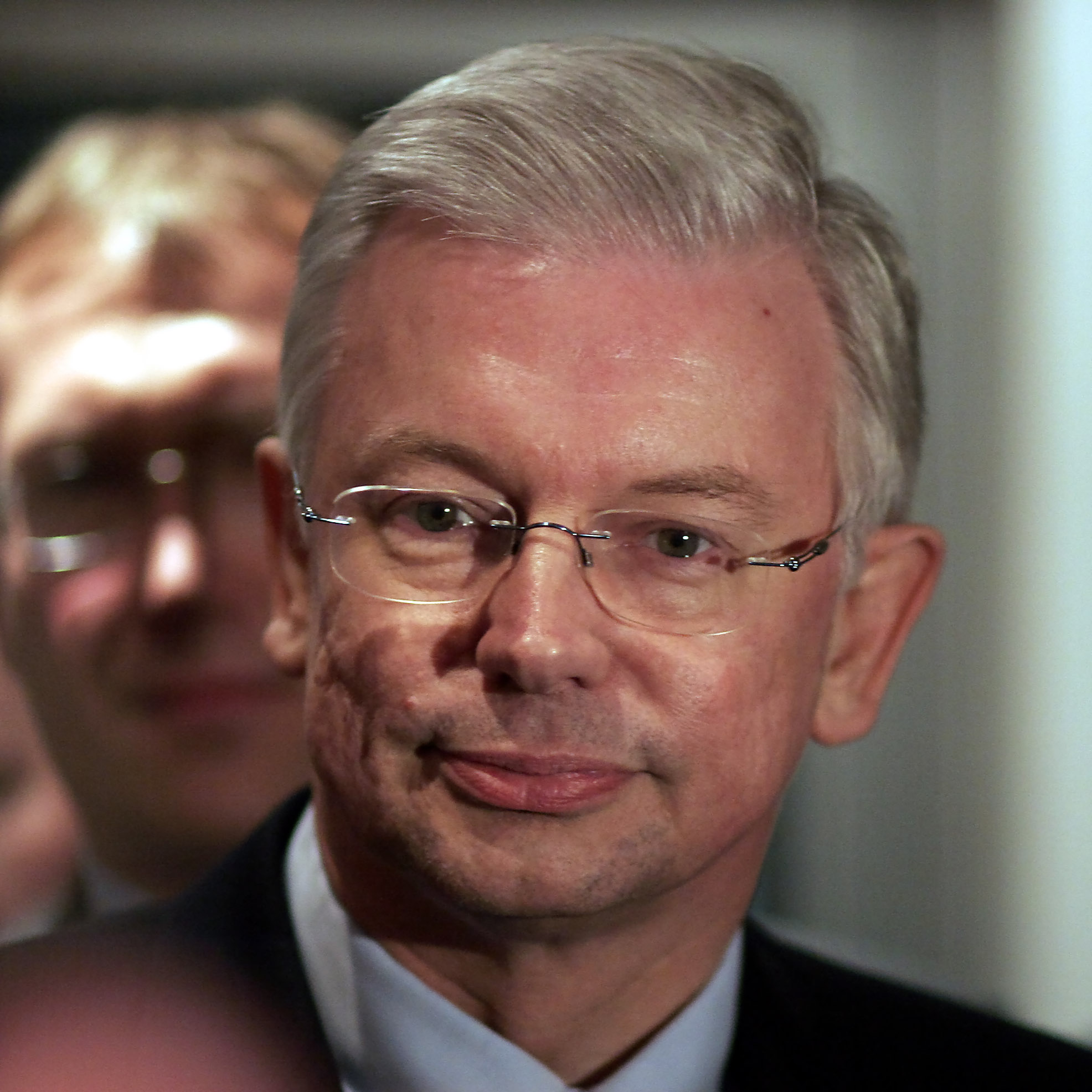
Roland Koch (CDU)

CDU
Die CDU verabschiedete auf ihrem Landesparteitag am 3. November 2007 ihre Kandidatenliste zur Landtagswahl. Der Wahlvorbereitungsausschuss hatte hierzu am 31. August 2007 einen Entwurf der Kandidatenliste vorgelegt. Spitzenkandidat war Ministerpräsident Koch. Er wurde mit 99,4 % der Stimmen auf dem Parteitag bestätigt. Die CDU hat ihr Programm unter dem Titel Hessen 2008–2013 – Regierungsprogramm durch den Landesvorstand am 25. Mai 2007 und am Landesparteitag am 3. November 2007 verabschiedet. Die CDU polarisierte im Wahlkampf mit der Plakataktion „Ypsilanti, Al-Wazir und die Kommunisten stoppen!“. Ihr wurde daraufhin vorgeworfen, die ausländisch klingenden Namen absichtsvoll gewählt zu haben, um auch die Stimmen von Wählern mit ausländerfeindlichen Ressentiments zu mobilisieren. Zudem sei die Bezeichnung der Linkspartei als „Kommunisten“ eine Diffamierung der Partei gewesen. Der damit ebenfalls angeschlagene persönlich verletzende Tonfall gegenüber Tarek Al-Wazir (dem Spitzenkandidaten der Grünen) und Andrea Ypsilanti (der Spitzenkandidatin der SPD) gilt als einer der Gründe, warum Koalitionsverhandlungen mit den Grünen und der SPD nach der Wahl nicht erfolgreich verlaufen sind. Ferner thematisierte die CDU im Wahlkampf das Thema innere Sicherheit, insbesondere Kinder- und Jugend- sowie Ausländerkriminalität. In der Schulpolitik vertrat die Union die Verkürzung der Gymnasialzeit von neun auf acht Jahre und bekannte sich zum dreigliedrigen Schulsystem.
SPD
Die Benennung der Spitzenkandidatin der SPD resultierte aus einem mehrstufigen Prozess. Nachdem Gerhard Grandke als Kandidat nicht zur Verfügung stand, erklärte Andrea Ypsilanti im August 2006 ihre Kandidatur. Daraufhin änderte der Fraktionsvorsitzende der SPD, Jürgen Walter, der bis dahin Grandke unterstützt und auf eine eigene Kandidatur explizit verzichtet hatte, seine Meinung und trat ebenfalls als Kandidat an.
Die in der Kandidatenfrage gespaltene SPD verschob daraufhin den Nominierungsparteitag und veranstaltete Regionalkonferenzen, um das Votum der Basis einzuholen. Diese (nicht bindende) Befragung der Basis entschied Walter für sich. Es votierten zwei Drittel der Unterbezirke für Walter, jedoch nur eine knappe absolute Zahl an Mitgliedern.
Am 2. Dezember 2006 entschied sich der Landesparteitag der SPD Hessen mit knapper Mehrheit (175 gegen 165 Stimmen) im zweiten Wahlgang für Andrea Ypsilanti und gegen das Votum der Basis. Im Wahlkampf setzte die SPD auf die Mindestlohndebatte und führte eine Unterschriftenaktion durch, zudem forderte sie die Abschaffung der Studiengebühren sowie einen massiven Ausbau der erneuerbaren Energien sowie den Atomausstieg. Weiter setzte sie sich für den Ausbau des Flughafens Rhein-Main ein, forderte aber ein Nachtflugverbot.
Die SPD und Spitzenkandidatin Ypsilanti lehnten wiederholt jede irgendwie geartete Zusammenarbeit mit der Linken kategorisch ab. Dass diese Aussage aufgrund der neu eingetretenen „hessischen Verhältnisse“ nicht eingehalten wurde, ist vergleichbar mit der Situation nach der Landtagswahl in Hessen 1983. Damals schloss Holger Börner vor der Wahl eine Zusammenarbeit mit den Grünen aus, bildete aber zwei Jahre nach der Wahl die erste Rot-Grüne Koalition.
Eine Woche vor der Wahl kritisierte der ehemalige SPD-Bundeswirtschaftsminister und damalige RWE-Aufsichtsrat Wolfgang Clement die Energiepolitik Ypsilantis. Weiter riet er in einer Zeitungskolumne indirekt von ihrer Wahl ab. In der Folge wurden Forderungen nach einem Parteiausschluss Clements laut. Von Seiten der SPD wurde darauf hingewiesen, dass Clement Aufsichtsratsmitglied der RWE sei und die Kritik als lobbyistische Parteinahme für die RWE gewertet werde. Clement hingegen bekräftigte explizit, dass er Ypsilanti nicht wählen würde. Dieser Auffassung schloss sich später auch der vormalige hessische SPD-Spitzenkandidat Gerhard Bökel an.
GRÜNE
Die Grünen gingen traditionell mit einer Doppelspitze in den Wahlkampf. Kordula Schulz-Asche und Tarek Al-Wazir führten die Grünen-Liste gemäß Beschluss des Landesparteitags an. Wie die SPD auch, traten sie an für eine Ablösung der CDU-Regierung, eine Stärkung der Ganztagsschulen und den verstärkten Einsatz von erneuerbaren Energien.
FDP
Auf ihrer Landesvertreterversammlung am 23. Juni 2007 wählte die FDP Jörg-Uwe Hahn zu ihrem Spitzenkandidaten und verabschiedete ihre Kandidatenliste.
Wahlziel war, die absolute CDU-Mehrheit zu brechen und eine Mehrheit von SPD, Die Grünen und Die Linke zu verhindern. Auf dem Landesparteitag am 27. Oktober 2007 sprach sich die FDP für eine Koalition mit der CDU aus. Auf ihrer Landesvertreterversammlung am 23. Juni 2007 in Friedberg verabschiedete die FDP ihr Programm unter dem Titel Hessen stärker machen.
Die Linke
Die Wahl des Spitzenkandidaten von Die Linke sorgte zunächst für ein überraschendes Ergebnis. Anstelle des früheren hessischen DGB-Vorsitzenden Dieter Hooge wurde beim Landesparteitag im August 2007 der Diplom-Pädagoge Peter („Pit“) Metz mit einer Mehrheit von 81 zu 59 Stimmen gewählt. Dieter Hooge stand daraufhin nicht mehr als Landtagskandidat zur Verfügung. Metz sorgte als früheres DKP-Mitglied und mit aktuellen Äußerungen für Schlagzeilen. So verglich er den Schießbefehl an der ehemaligen DDR-Grenze mit den Vorschriften für deutsche Soldaten in Afghanistan und bezeichnete sich als Kommunisten. Er erklärte auch, er strebe einen „Systemwechsel“ an und wandte sich gegen eine mögliche Regierungsbeteiligung in Hessen. Am 4. September 2007 trat er von seiner Kandidatur zurück – nach eigener Aussage ohne Druck der Parteispitze in Berlin. Zum neuen Spitzenkandidaten wurde Willi van Ooyen gewählt, der seit vielen Jahren in der hessischen Ostermarsch- und Sozialforumsbewegung engagiert ist. Das Landtagswahlprogramm wurde auf dem Programmparteitag am 29. September 2007 in Wiesbaden beschlossen.
REP
Spitzenkandidat der Republikaner war Haymo Hoch aus Jugenheim.
Tierschutzpartei
Spitzenkandidatin von Mensch Umwelt Tierschutz – Die Tierschutzpartei war Margitta Marcian aus Hanau.
Bürgerrechtsbewegung Solidarität
Spitzenkandidat der BüSo war Alexander Hartmann aus Wiesbaden.
PSG – Partei für Soziale Gleichheit
Die beiden einzigen Kandidaten der Landesliste der Partei für Soziale Gleichheit, Sektion der Vierten Internationale waren Helmut Arens aus Frankfurt am Main und Achim Heppding aus Offenbach. Die PSG strebt den Aufbau einer internationalen Arbeiterpartei an, die sich „gegen die Abschaffung von sozialen und demokratischen Rechten und für die Überwindung von Arbeitslosigkeit und Armut“ einsetzt.
Ab jetzt…Bündnis für Deutschland
Spitzenkandidat von Ab jetzt…Bündnis für Deutschland war Markus Trümpert aus Willingshausen.
Die Grauen
Spitzenkandidat von Die Grauen – Graue Panther war Erhard Römer aus Frankfurt am Main.
Die Violetten
Spitzenkandidatin von Die Violetten – für spirituelle Politik war Judith Gutsch aus Niddatal.
FAMILIE – Familien-Partei Deutschlands
Die Familien-Partei Deutschlands trat erstmals bei einer hessischen Landtagswahl mit einer Landesliste an. Spitzenkandidaten waren Andrea Kruck aus Bürstadt, Annette Pitz aus Bensheim und Albert Otten aus Waldsolms. Mit den Schwerpunktthemen Bildung (Ablehnung der Unterrichtsgarantie Plus und der „G8“-Reform), Umwelt und Familie wollte sie insbesondere enttäuschte Wähler der im Landtag vertretenen Parteien, aber auch potenzielle Nichtwähler für sich gewinnen.
FW – Freie Wähler Hessen
Die Freien Wähler Hessen traten erstmals seit 1978 wieder bei einer hessischen Landtagswahl an. Spitzenkandidaten waren Thomas Braun aus Bad Soden, Laura Macho aus Karben und Bernd Häfner aus Kassel. Die Kandidatur auf Landesebene war bei den Freien Wählern umstritten. Auf dem Landesdelegiertentag am 4. November 2006 stimmten 61 % der Delegierten für die Kandidatur. Weitaus mehr Aufmerksamkeit als die Kandidatur verursachte der Vorwurf der Freien Wähler, die CDU hätte versucht, die Nichtteilnahme der Freien Wähler an der Landtagswahl zu erkaufen. Dieser Vorwurf, der auch Gegenstand eines Landtagsuntersuchungsausschusses war, basierte auf dem Angebot der CDU, eine Wahlkampfkostenerstattung an Wählergemeinschaften zu unterstützen, die lediglich auf kommunaler Ebene agierten. Das Angebot der CDU war an die Bedingung geknüpft, dass die Freien Wähler nicht zur Landtagswahl 2008 antreten. Die Freien Wähler bewerteten dies als ein „unmoralisches Angebot“.
NPD
Spitzenkandidatin der NPD war Doris Zutt aus Ehringshausen. Nach einem Rechtsstreit vor dem Hessischen Verwaltungsgerichtshof musste der Hessische Rundfunk einen Werbespot der Partei im hr-Fernsehen zeigen. Zuvor lehnte der Sender die Ausstrahlung ab, da er im Spot den Straftatbestand der Volksverhetzung erfüllt sah.
Piratenpartei Deutschland
Die Piratenpartei trat erstmals zu einer Wahl in Deutschland an. Die PIRATEN forderten die konsequente Einhaltung der im Grundgesetz verankerten Bürger- und Menschenrechte, setzen sich gegen Überwachung und für mehr Transparenz der staatlichen Organe ein und begreifen Bildung als Grundrecht und wichtige Anforderung für heutige und zukünftige Generationen. Für den wissenschaftlichen Bereich fordern sie die Einführung des Open-Access-Prinzips demnach Forschungsergebnisse, die von der Allgemeinheit (z. B. über Universitäten) finanziert werden, auch in den öffentlichen Raum zurückgeführt werden und via Internet allen Menschen zur Verfügung stehen. Spitzenkandidat war Thorsten Wirth (Landesvorsitzender, Frankfurt).
Unabhängige Bürgerpolitik – UB
Die Unabhängige Bürgerpolitik – UB trat mit 14 Kandidaten auf der Landesliste und Peter Klis als Spitzenkandidaten an.
Weitere unabhängige Landtagskandidaten
APPD: Mirco Rosenberger im Wahlkreis 12 (Marburg-Biedenkopf I)
SAG: Dirk Augstein im Wahlkreis 5 (Waldeck-Frankenberg I)
„Familie Schmidt“: Peter Schmidt im Wahlkreis 8 (Schwalm-Eder II)
„Freier Kandidat für mehr Arbeitsplätze“: Kadim Sanli im Wahlkreis 36 (Frankfurt am Main III)
„Wolf Ruppert – direkt“: Wolf Ruppert im Wahlkreis 37 (Frankfurt am Main IV)
„Deutlich mehr Wohlstand und Bürokratieabbau für alle Deutschen“ (WBD): Sami Saremi im Wahlkreis 39 (Frankfurt am Main VI)

## Ergebnis
Wahlberechtigt zur Landtagswahl waren 4.370.463 Personen, 35.000 mehr als bei der Landtagswahl 2003. Ein knappes Drittel der Wahlberechtigten war 60 Jahre oder älter. Der Frauenanteil lag bei 51,7 %. Die 18 bis 24 Jahre alten Jungwähler hatten einen Anteil von 9 %. 106.000 Hessen durften zum ersten Mal ihre Stimme abgeben.
Die Wahlbeteiligung lag mit 64,3 Prozent etwa gleich hoch wie bei der Landtagswahl 2003. Die CDU mit 36,8 % blieb trotz starker Verluste knapp stimmenstärkste Partei vor der SPD mit 36,7 %. Beide Parteien erhielten jeweils 42 Sitze im Hessischen Landtag. Erstmals gelang es der Partei Die Linke, bei dieser Wahl in Hessen ebenso wie bei der am gleichen Tag durchgeführten Landtagswahl in Niedersachsen 2008, in das Landesparlament eines westdeutschen Flächenlandes einzuziehen.
| Listen                       | Listen            | Wahlkreisstimmen | Wahlkreisstimmen | Wahlkreisstimmen | Wahlkreisstimmen | Landesstimmen | Landesstimmen | Landesstimmen | Landesstimmen | Mandate | Mandate |
| Listen                       | Listen            | Stimmen          | %                | +/-              | Mandate          | Stimmen       | %             | +/-           | Mandate       | Anzahl  | +/-     |
| ---------------------------- | ----------------- | ---------------- | ---------------- | ---------------- | ---------------- | ------------- | ------------- | ------------- | ------------- | ------- | ------- |
|                              | CDU               | 1.068.358        | 39,1             | –12,9            | 28               | 1.009.775     | 36,8          | –12,0         | 14            | 42      | –14     |
|                              | SPD               | 1.047.051        | 38,4             | +5,3             | 27               | 1.006.264     | 36,7          | +7,6          | 15            | 42      | +9      |
|                              | FDP               | 196.004          | 7,2              | +1,7             | –                | 258.550       | 9,4           | +1,5          | 11            | 11      | +2      |
|                              | GRÜNE             | 206.250          | 7,6              | –0,9             | –                | 206.610       | 7,5           | –2,6          | 9             | 9       | –3      |
|                              | DIE LINKE         | 106.975          | 3,9              | N/A              | –                | 140.769       | 5,1           | N/A           | 6             | 6       | +6      |
|                              | REP               | 39.126           | 1,4              | +1,2             | –                | 27.724        | 1,0           | –0,3          | –             | –       | –       |
|                              | FREIE WÄHLER      | 36.212           | 1,3              | N/A              | –                | 24.327        | 0,9           | N/A           | –             | –       | –       |
|                              | NPD               | 17.627           | 0,6              | N/A              | –                | 24.004        | 0,9           | N/A           | –             | –       | –       |
|                              | Tierschutz        | 8.833            | 0,3              | +0,1             | –                | 15.909        | 0,6           | –0,2          | –             | –       | –       |
|                              | FAMILIE           | 1.243            | 0,0              | N/A              | –                | 7.817         | 0,3           | N/A           | –             | –       | –       |
|                              | PIRATEN           | –                | –                | N/A              | –                | 6.962         | 0,3           | N/A           | –             | –       | –       |
|                              | GRAUE             | 717              | 0,0              | N/A              | –                | 4.810         | 0,2           | N/A           | –             | –       | –       |
|                              | Volksabstimmung   | 238              | 0,0              | N/A              | –                | 3.130         | 0,1           | N/A           | –             | –       | –       |
|                              | Die Violetten     | –                | –                | N/A              | –                | 2.380         | 0,1           | N/A           | –             | –       | –       |
|                              | UB                | 595              | 0,0              | N/A              | –                | 1.775         | 0,1           | N/A           | –             | –       | –       |
|                              | BüSo              | 361              | 0,0              | ±0,0             | –                | 1.118         | 0,0           | ±0,0          | –             | –       | –       |
|                              | PSG               | –                | –                | N/A              | –                | 1.035         | 0,0           | ±0,0          | –             | –       | –       |
|                              | Sonstige          | 595              | 0,0              | –0,2             | –                | –             | –             | –             | –             | –       | –       |
| Gesamt                       | Gesamt            | 2.730.185        | 100              |                  | 55               | 2.742.959     | 100           |               | 55            | 110     | –       |
|                              |                   |                  |                  |                  |                  |               |               |               |               |         |         |
| Ungültige Stimmen            | Ungültige Stimmen | 80.888           | 2,9              | –0,1             |                  | 68.114        | 2,4           | +0,2          |               |         |         |
| Wähler                       | Wähler            | 2.811.073        | 64,3             | –0,3             |                  | 2.811.073     | 64,3          | –0,3          |               |         |         |
| Wahlberechtigte              | Wahlberechtigte   | 4.370.463        |                  |                  |                  | 4.370.463     |               |               |               |         |         |
|                              |                   |                  |                  |                  |                  |               |               |               |               |         |         |
| Quelle: Der Landeswahlleiter |                   |                  |                  |                  |                  |               |               |               |               |         |         |

Die gewählten Abgeordneten sind in der Liste der Mitglieder des Hessischen Landtags (17. Wahlperiode) aufgeführt.

## Gescheiterte Regierungsbildung

### Koalitionsverhandlungen
Bereits kurz nach der Landtagswahl deutete sich an, dass die Bildung einer mehrheitsfähigen Koalition problematisch sein würde. Da für die Mehrheit im Landtag mindestens 56 von 110 Stimmen nötig sind, war eine Mehrheitsbildung für die CDU oder SPD entweder nur mit den Stimmen jeweils zweier kleiner Fraktionen oder in einer Großen Koalition möglich. Bei allen denkbaren Konstellationen musste jedoch mindestens eine der beteiligten Parteien ihren im Wahlkampf geäußerten Koalitionsabsichten zuwiderhandeln.
CDU
Die angestrebte Koalitionsmehrheit mit der FDP wurde verfehlt. Einer rechnerisch möglichen Jamaika-Koalition aus CDU, FDP und GRÜNEN standen wesentliche inhaltliche Differenzen entgegen (etwa die Frage des Ausbaus des Flughafens Frankfurt/Main oder unterschiedliche Energiekonzepte). Hinzu kam, dass die hessischen Grünen den Spitzenkandidaten der CDU im Wahlkampf wegen seiner polarisierenden Wahlkampagne zur Jugendkriminalität von Ausländern wiederholt des Rassismus beschuldigt hatten und Roland Koch im Gegenzug auch den Spitzenkandidaten der Grünen, Tarek Al-Wazir, sehr massiv angegriffen hatte („Ypsilanti, Al-Wazir und die Kommunisten stoppen!“).
Auch Sondierungsgespräche zur Bildung einer Koalition aus CDU und SPD scheiterten nach einem emotional geführten Wahlkampf. Viele Medien hielten eine solche Lösung nur dann für möglich, wenn Roland Koch auf die Kandidatur zum Ministerpräsidenten verzichten würde. Unterdessen hatte die CDU Hessen einen „Oppositionszuschlag“ nach § 3 des „Gesetzes über die Rechtsstellung und Finanzierung der Fraktionen im Hessischen Landtag“ beantragt. Dennoch blieb die CDU-Alleinregierung unter Führung von Ministerpräsident Roland Koch geschäftsführend im Amt, nachdem in der konstituierenden Landtagssitzung am 5. April und auch in den darauf folgenden Sitzungen kein Kandidat für die Nachfolge von Koch vorgeschlagen wurde.
SPD
Eine nach den Wahlen zunächst von der SPD präferierte Ampelkoalition aus SPD, FDP und GRÜNEN schloss bereits vor der Wahl die FDP aus. Die Liberalen betonten, nur mit der CDU koalieren und anderenfalls in der Opposition bleiben zu wollen.
Eine Koalition aus SPD, GRÜNEN und DIE LINKE wurde von der SPD ausgeschlossen. Gleiches galt zunächst auch für die Duldung einer SPD-geführten und von der Partei DIE LINKE tolerierten Minderheitsregierung aus SPD und GRÜNEN. Anders als auf Bundesebene ist nach der hessischen Verfassung die Wahl des Ministerpräsidenten nur mit der absoluten Mehrheit der Abgeordneten möglich. Eine Minderheitsregierung kann demnach nur zustande kommen, wenn der Ministerpräsident auch von Abgeordneten gewählt wird, deren Fraktion nicht an der eigentlichen Regierungskoalition beteiligt ist. Nachdem die FDP eine Ampelkoalition ablehnte, strebte Ypsilanti eine Minderheitsregierung aus SPD und GRÜNEN mit den Stimmen der Linken (Magdeburger Modell) an, entgegen ihrem Wahlkampfversprechen, nicht mit der Linken zu kooperieren. Daraufhin warfen ihr CDU und FDP Wortbruch vor. Am 7. März 2008 teilte sie jedoch mit, zunächst nicht als Ministerpräsidentin zu kandidieren.
Stattdessen einigten sich die drei Parteien auf einen koordinierten Zeitplan. Nach einer umfangreichen Serie von Regionalkonferenzen und lokalen Mitgliederversammlungen, auf denen der zukünftige Kurs ausführlich diskutiert wurde und nach Probeabstimmungen der Landtagsfraktionen von Sozialdemokraten, Grünen und Linken im September 2008 erreichte Ypsilanti eine mögliche Mehrheit für einen Regierungswechsel unter ihrer Führung. Schließlich unterstützte die SPD Hessen auf einem Sonderparteitag in Rotenburg an der Fulda mit knapp 98 % der Stimmen ihren Kurs. So kam es zwischen dem 7. und 24. Oktober 2008 auf der Domäne Mechtildshausen zu Koalitionsverhandlungen zwischen der SPD und den Grünen, deren Ergebnisse auf den jeweiligen Parteitagen (SPD 1. November, Grüne 2. November) trotz vereinzelter Kritik innerhalb der SPD mit großen Mehrheiten von über 95 % angenommen wurden.
In den Koalitionsvereinbarungen wurde das folgende sogenannte Kabinett Ypsilanti ausgehandelt:
| Amt                                           | Name             | Partei |
| --------------------------------------------- | ---------------- | ------ |
| Ministerpräsidentin                           | Andrea Ypsilanti | SPD    |
| Stellvertreter der Ministerpräsidentin        | Tarek Al-Wazir   | GRÜNE  |
| Umwelt, ländlicher Raum und Verbraucherschutz | Tarek Al-Wazir   | GRÜNE  |
| Hessische Staatskanzlei                       | Norbert Schmitt  | SPD    |
| Inneres und Sport                             | Manfred Schaub   | SPD    |
| Wirtschaft und Landesentwicklung              | Hermann Scheer   | SPD    |
| Verkehr und Europa                            | Günter Rudolph   | SPD    |
| Finanzen                                      | Reinhard Kahl    | SPD    |
| Justiz                                        | Nancy Faeser     | SPD    |
| Kultus                                        | Priska Hinz      | GRÜNE  |
| Soziales                                      | Petra Fuhrmann   | SPD    |
| Wissenschaft und Kunst                        | Lothar Quanz     | SPD    |

Umwelt und Ökologiethemen wurden den Grünen überlassen, der im Wahlkampf für eine propagierte Energiewende gesetzte Hermann Scheer als Wirtschaftsminister vorgesehen. Jürgen Walter als innerparteilicher Gegenspieler Ypsilantis verzichtete auf ein ihm angebotenes Ministerium, da er den inhaltlichen Zuschnitt für falsch hielt. Am 3. November, einen Tag vor der geplanten Wahl Ypsilantis zur Ministerpräsidentin, kündigten nach Dagmar Metzger, die ihre Zustimmung zu einer von den Linken tolerierten Regierung mit Verweis auf das gegenteilige SPD-Wahlkampfversprechen bereits länger öffentlich ausgeschlossen hatte, mit Jürgen Walter, Carmen Everts und Silke Tesch drei weitere Mitglieder der SPD-Fraktion Ypsilanti aus dem gleichen Grund die Unterstützung auf. Ypsilanti trat daher mangels Mehrheit zur Wahl am nächsten Tag nicht mehr an, die Bildung der rot-grünen Minderheitsregierung war gescheitert.
Neuwahlen
Anfang November 2008 verständigten sich alle Parteien im Landtag nach der gescheiterten Regierungsbildung auf Neuwahlen. Der Beschluss zur Selbstauflösung erfolgte am 19. November 2008 verfassungsgemäß mit der Zustimmung aller 110 Landtagsmitglieder. Die erforderliche hessische Landtagswahl 2009 fand am 18. Januar 2009 statt.

### Geschäftsführende Landesregierung
Die konstituierende Sitzung des hessischen Landtages zur 17. Legislaturperiode fand am 5. April 2008 statt. Da sich niemand für das Amt des Ministerpräsidenten zur Wahl stellte, blieb die 2003 gebildete CDU-Landesregierung unter Führung von Ministerpräsident Roland Koch – obwohl formell zurückgetreten – geschäftsführend im Amt. Artikel 113 der hessischen Landesverfassung sieht vor, dass eine amtierende Landesregierung solange die Amtsgeschäfte weiter führt, bis eine arbeitsfähige neue Regierung gebildet wird. Auch nach dem vorzeitigen Ende der 17. Legislaturperiode blieb die Regierung bis zur konstituierenden Sitzung des 18. Hessischen Landtages am 5. Februar 2009, wo Koch mit einer Mehrheit von CDU und FDP erneut zum Ministerpräsidenten gewählt wurde, geschäftsführend im Amt.

## Wahlprüfung
Gegen die Gültigkeit der Wahl richteten sich mehrere Einsprüche. Das Wahlprüfungsgericht wies diese Einsprüche zurück und erklärte die Wahl für gültig. Die gerügten Vorwürfe, Kassels OB Bertram Hilgen hatte mit seinem Wahlkampfeinsatz seine Neutralitätspflicht verletzt, wurde vom Wahlprüfungsgericht genauso wenig als berechtigt angesehen wie der Vorwurf, Film- und Fotoverbote im Wahllokal hätten das Prinzip der Öffentlichkeit der Wahl verletzt. Als Wahlfehler wurde hingegen die Übergabe von Wahlcomputern vor dem Ende der Wahl um 18:00 angesehen. Dieser Fehler hätte sich jedoch nicht auf die Sitzverteilung im Landtag ausgewirkt.

### Wahlmaschinen
Erstmals setzten acht Städte und Gemeinden sogenannte elektronische Wahlmaschinen für rund 100.000 Wahlberechtigte ein. Diese sollen die Stimmabgabe mit einem Wahlzettel auf Papier ersetzen. Einen Eilantrag gegen die Verwendung von Wahlcomputern lehnte der hessische Staatsgerichtshof vor der Wahl ab. Bereits unmittelbar nach der Wahl berichtete der Chaos Computer Club dazu von verschiedenen Unregelmäßigkeiten. So seien teilweise die eingesetzten Wahlcomputer nicht wie gefordert gelagert, sondern bei Wahlhelfern untergebracht worden, waren zeitweise gänzlich ohne Aufsicht oder funktionierten nicht. Wahlbeobachter seien behindert worden. Der Sprecher des CCC Dirk Engling sagte dazu: „Die Lagerung der Wahlcomputer über Nacht zu Hause bei Lokalpolitikern ist das Albtraum-Szenario für eine Innentäter-Manipulation, auch nach der Logik des hessischen Innenministeriums. So etwas haben selbst wir uns nicht vorstellen können“. Der hessische Landeswahlleiter Wolfgang Hannappel sah keine Notwendigkeit für eine Wiederholung von Abstimmungen.

### Kandidatenlisten
Hinweis: Nicht alle Vorschläge wurden vom Wahlausschuss angenommen. Unter dem folgenden Link finden sich die angenommenen Kandidaten:
- Kandidatenlisten